# サイン盗み
サイン盗み（サインぬすみ、英: sign stealing）とは、野球において捕手が投手に出したサインや、コーチから塁上の走者に伝えられたサインを盗み、伝達する行為を指す。
例えば、捕手の出すサインを盗み、味方チームのメンバーに中継、伝達することにより、次にどのような投球が来るかを事前に把握することが可能となり、打者にとってのアドバンテージとなる。

## 概要
メジャーリーグにおける規則の範囲内でのサイン盗みは、二塁走者がサインを盗み見て、何らかのジェスチャーにより打者に伝達する手段が一般的に用いられる。規則違反のサイン盗みは機械、または、電子的技術を使用することであり、この規則については、時代の変化と共に厳格になり、発展し続けている。
日本プロ野球では、選手やコーチなどグラウンド内から情報がもたらされた場合にサイン盗み、観客席などグラウンド外から情報がもたらされた場合にはスパイ行為と区別され、1999年にスパイ行為、2009年にサイン盗みが禁止行為とされた。サイン盗み行為が行われたと認められれば、コミッショナーからの制裁対象となる。
サイン盗みは、19世紀の野球の創始以来、殆どの時代で行われており、現代も続いている。

## 規則

### メジャーリーグ
メジャーリーグ（MLB）における野球の不文律では、三塁ベースコーチの出すサインを盗むことや、二塁走者が捕手のサインを盗むことは認められるため、サインを出す側が、盗まれないように対策を講じる必要がある。一方、打者が捕手の出すサインを覗き込む行為は厳格に禁止されている。また、捕手が投手に対して出す投球のサインは、三塁ベースコーチが打者へ出すサインよりも「神聖」であると考えられており、サインを盗まれたと感じた投手により、ブラッシュボールによる報復が行われる場合もある。
サイン盗み自体は、MLBのルールブック上、禁止されている行為ではない。問題となるのは、どのような方法でサイン盗みが行われるかである。1961年12月のウインターミーティングでは、ナショナルリーグにおける「機械的装置」によるサイン盗みが禁止された。また、電子機器の利用はMLBの規則上、特に規制されていなかったものの、2001年、MLBコミッショナー事務局の副会長サンディ・オルダーソンにより、試合中にトランシーバーなどを使用して、お互いの意思疎通を図ることの制限、特にサイン盗みの目的で行われる電子機器の使用を禁止するメモが発行された。2019年のシーズン開幕前には、規則違反となるサイン盗みを減らす目的で、MLBコミッショナーのロブ・マンフレッドにより、カメラを配置する場所や、ビデオ判定職員と監督間の伝達方法に関する禁止行為が通達された。

### 日本プロ野球
日本プロ野球のルールブック、公認野球規則には、サイン盗みの禁止は明記されていない。また、サイン盗みは、二塁走者やベースコーチがサインを盗んで伝達する行為を指し、グラウンド外からサイン盗みの情報を得た場合は、スパイ行為として区別されている。
パ・リーグは1984年6月、セ・リーグは1992年3月に機器を使用したサイン盗みの禁止を申し合わせた。その後、福岡ダイエーホークスのスパイ行為疑惑を受け、1999年1月18日に川島廣守コミッショナーがスパイ行為の禁止を通達。翌日にはパ・リーグがサイン盗みを禁止、2009年9月7日、セ・リーグも同様の措置の申し合わせを行った。

### 日本高校野球
日本の高校野球では、サイン盗みについて、フェアプレーの精神に反するとして禁止している。

## メジャーリーグにおけるサイン盗みの歴史

### 19世紀
サイン盗みを試みた球団の最古の記録は1876年まで遡る。この時、ハートフォード・ダークブルースが、投手がカーブを投じることを打者に伝える役割の人を小屋に隠していたことが記録されている。
1900年、フィラデルフィア・フィリーズの三塁コーチであるピアース・チャイルズと控え捕手のモーガン・マーフィーによる、初の電気的装置を使用したサイン盗みが発覚した。センターフィールド後方のクラブハウス内に隠れたマーフィーが、双眼鏡で相手捕手の出す投球サインを盗み、手元のスイッチを操作する。スイッチから伸びたコードは三塁コーチスボックスの下に埋まったブザーの入った箱まで繋がっており、速球の時には1回、カーブなら2回、チェンジアップの場合は3回ブザーを鳴らし、箱の上のチャイルズは足の裏で振動を感じ取り、打者へ伝達するという方法であった。また、こうした初期のサイン盗み事件では、関与した人物に対するいかなる処分も行われることはなかった。

### 20世紀

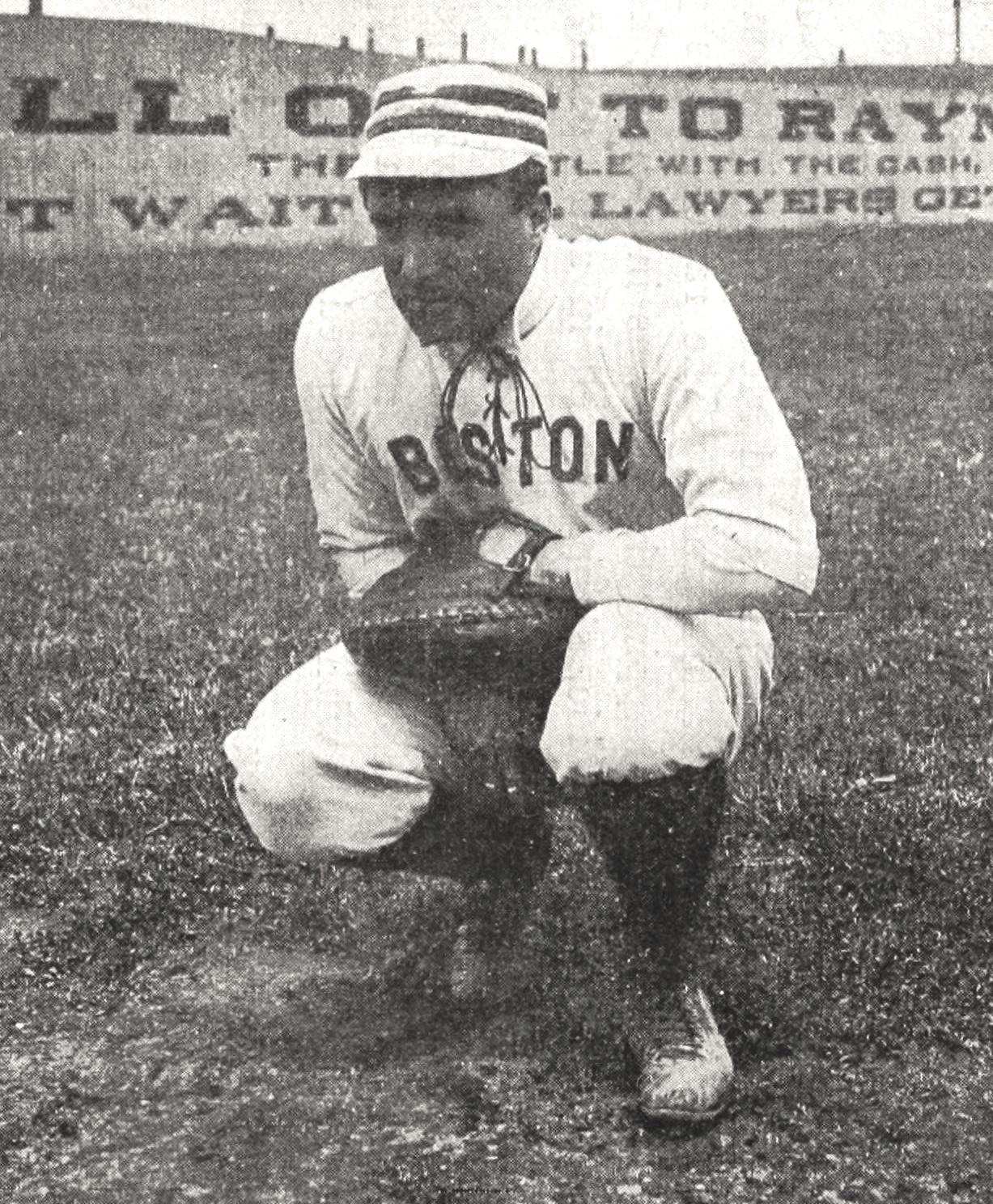
マラカイ・キットリッジによるサインのデモンストレーション（1903年頃）

1903年、ボストンのスポーツライター、ティム・マーナンが編纂した野球のアンソロジー"How to Play Base Ball"で、ボストン・ビーンイーターズのマラカイ・キットリッジ捕手は「私がサインを投手に送るときには、しゃがんだ姿勢を取り、別の方向から見られることを防いでいる」と記述した。
1951年、ニューヨーク・ジャイアンツに所属していた3人が、ペナントレースを制するために望遠鏡を使用したサイン盗みを行っていたことを50年後の2001年に認めた。当時のジャイアンツは残り10週間でゲーム差13.5という状況から、サイン盗みを駆使して立て直し、ブルックリン・ドジャースを逆転してペナントを勝ち取った。優勝決定プレイオフで「Shot Heard 'Round the World（→その一打が世界を変えた）」と称される逆転本塁打を放ったボビー・トムソンは、その打席でのサイン盗みについては否定している。
1959年5月26日、ハービー・ハディックスは、ミルウォーキー・ブレーブスのブルペンからスモーキー・バーガス捕手のサインを盗まれていたにもかかわらず、12回までは完全試合の投球を行った。ブレーブスの選手で唯一ハンク・アーロンだけは、サイン盗みを利用しなかった。
1962年3月、ニューヨーク・メッツに新たに加入したジェイ・フック投手が前シーズンに所属し、ナショナルリーグを制したシンシナティ・レッズについて、シーズンを通して、元投手のブルックス・ローレンスがクロスリー・フィールドのスコアボードの内側からサイン盗みをおこなっていたことを暴露した。ローレンスは否認、レッズのフレッド・ハッチンソン監督は、この事実を認めるか否定するかを問われた際、「ノーコメント」と簡潔に答えた。この話について、当時レッズに所属していたジム・ブロスナンが、1961年のワールドシリーズのレッズのホームゲームに関して、ローレンスが「左中間のスコアボードに昇り、ヤンキースの捕手の全てのサインを盗んだ」にもかかわらず、ふがいない成績であったと40年後に語ったことが、間接的な裏付けとなった。

### 21世紀
近年のサイン盗み事件は、テクノロジーの進歩も関わってきている。

#### 2017年のアストロズ
2019年シーズン終了後、マイク・ファイヤーズが、2017年のヒューストン・アストロズでテクノロジーによる規則違反のサイン盗みが行われ、打者に伝達されていたと申し立てを行った。MLBとアストロズはこの疑惑に関する調査を開始し、調査対象を2018年と2019年シーズンまで拡大した。2020年1月13日、ロブ・マンフレッドは、MLBの調査により、2017年から2018年シーズンにかけ、ビデオカメラシステムを使用した規則違反のサイン盗みが行われていたと発表した。MLBはアストロズに対し、罰金500万ドル、2020年と2021年のドラフト1巡目、2巡目指名権の剥奪、ゼネラルマネージャー（GM）のジェフ・ルーノウと監督のA.J.ヒンチに対する1年間の職務停止処分を下した。これを受け、アストロズはルーノウ、ヒンチの両名を同日付で解任した。この発表の3日後、ニューヨーク・メッツは監督就任を発表したカルロス・ベルトランの退任を明らかにした。MLBの調査では、ベルトランは、直接的な違反行為への抵触はないものの、サイン盗みの方法の改良に関わったとして名前の挙がった唯一の選手であった。

#### 2017年のレッドソックス
2017年のシーズン中、ボストン・レッドソックスは、ニューヨーク・ヤンキースとの試合でApple Watchを使い、サイン盗みを行ったとして罰金が科された。2017年9月15日、ロブ・マンフレッドは、レッドソックスによるApple Watchの不正使用について「レッドソックスから、今後このような違反が行われることはないとの絶対的な保障を受けとった」と述べた。
2020年2月4日、MLBネットワークのピーター・ガモンス記者は、元レッドソックスのクリス・ヤング選手が「全てのApple Watchの騒動は私が始めたこと。ヤンキース時代から行っていた。」と語り、Apple Watchによるサイン盗みの首謀者であると報じた。その後、ヤングはこの話を否定、ガモンスはツイッターでコメントを撤回した。しかし、スポーツネット・ニューヨークは、ヤングは2017年のレッドソックスに対する調査の中で、MLB関係者の面談を受けていたこと、また、複数の情報筋から、ヤングが2017年のチームのApple Watch計画の実際のリーダーであったと語られたことを明らかにした。
同年、ヤンキースの投手コーチであるラリー・ロスチャイルドとビデオ判定職員との電話での会話により、ヤンキースがApple Watchによるサイン盗みを行っていたことが明らかとなり、ヤンキースにも罰金が科されることとなった。

#### 2018年のレッドソックス
2020年1月7日、The Athleticが、2018年シーズン中のレッドソックスが、ビデオ判定ルームを使用したサイン盗みを行なっていたと、3人の匿名のメンバーからの情報提供を受けたと報じ、レッドソックスはまた別のサイン盗み騒動に巻き込まれることとなった。2020年1月13日、ロブ・マンフレッドは、調査完了次第、アストロズにおけるサイン盗み騒動にも関与していたアレックス・コーラ監督に対する、適正な処分を決定すると明らかにした。翌日、レッドソックスはコーラの退任を発表した。
2020年4月22日、マンフレッドは、レッドソックスのリプレイ・オペレーターが独断で行った行為であること、ビデオで得た有益な情報を利用し、二塁走者がいるといった「範囲と影響が限定的」な場面でのみサインの順番を解読していたこと、これらの行為について、当時の監督であるコーラ、コーチングスタッフ、球団フロント企業や、選手の多くが知っているとは考えられないとの調査結果を発表した。結果、リプレイ・オペレーターに対して2020年シーズンの職務停止、球団へは2020年のMLBドラフトの2巡目指名権を剥奪する処分となった。コーラに対しては、アストロズ時代のサイン盗み行為による、1年間の職務停止処分が科せられた。

## 日本プロ野球によるサイン盗みの歴史
1967年ごろの阪急ブレーブスが、ホーム球場のスコアボードから捕手のサインを覗く行為を開始したと『週刊ベースボール』1972年6月12日号に記述されているが、プレイ中の選手まで情報が伝達されるサイン盗み行為であったかは、定かではない。
同紙の1972年10月2日号では、スコアボードから望遠鏡を使用してサインを盗み、選手へ伝えていたという噂話が詳述されており、1970年代にはサイン盗みが活発に行われていたとする意見もある
。
サイン盗みへの防衛策として乱数表を使用する球団も現れ、試合の長時間化が問題視されるようになり、1984年5月25日、下田武三コミッショナーが乱数表の使用を禁止した。
1998年12月2日の『西日本新聞』の朝刊で、福岡ダイエーホークスがスパイ行為を行っていたとのスクープ記事を掲載、アルバイトの学生を雇い、外野席からサイン盗みの伝達役をさせていたと報じられた。同月12日に問題調査のため「パ・リーグ特別調査委員会」が発足。翌1999年1月18日、スパイ行為が行われた疑惑を「完全には払拭できない」として、球団社長らへの処分を決定した。
2021年7月6日の東京ヤクルトスワローズ対阪神タイガース13回戦（神宮球場）で、5回表阪神の攻撃中、二塁走者の阪神近本光司が離塁しながら左手を頻りに動かしている行為を「サイン盗みの疑いがある」としてヤクルト三塁手の村上宗隆が審判にアピール。阪神側は「絶対にやっていない」と主張、両軍監督が審判団を交えて言い争う事態となり試合が一時中断した。7月10日には、ウェスタン・リーグ（二軍）の中日ドラゴンズ対阪神タイガース戦（ナゴヤ球場）でも阪神側にサイン盗みの疑いがあるとされ、ヤクルト対阪神戦同様に両軍監督・コーチ陣が審判団を交えて言い争う事態が起きた。